# اردوگاه لازلو
اردوگاه لازلو یا همان کمپ لازلو به انگلیسی (camp lazlo) یک سریال انیمیشنی آمریکایی ساخته شده برای شبکه کارتون نتورک می‌باشد. شخصیت اصلی این انیمیشن یک میمون انسان نما که با دوستش به یک اردوگاه تابستانی به نام اردوگاه کیدنی شرکت می‌کند را دارد. این مجموعه در ایران توسط شبکه ی پویا  دوبله شده است.